# Julia Beelaerts van Blokland
Julia Wernarda Beelaerts van Blokland (Oosterbeek, 28 juni 1923 – aldaar, 13 december 2006) was een Nederlands schilder en tekenaar.

## Leven en werk
Jonkvrouw Beelaerts van Blokland, lid van de familie Beelaerts, werd geboren op landgoed De Hemelsche Berg. Ze was een dochter van jhr. Johannes Beelaerts van Blokland (1877-1960) en jkvr. Jeannette Wernarda Louise de Girard de Mielet van Coehoorn (1887-1958). Haar vader was ARP-politicus en ten tijde van haar geboorte lid van de Eerste Kamer der Staten-Generaal, later waarnemend burgemeester en wethouder van Renkum. Jan Beelaerts van Blokland (1909-2005), Engelandvaarder en commandant van de Prinses Irene Brigade, was haar broer.
Beelaerts werd opgeleid bij Gerard van Lerven aan de academie van het Genootschap Kunstoefening in Arnhem en aan de Academie van Beeldende Kunsten in Den Haag. Ze kreeg van Ina Hooft les in portretschilderen. Beelaerts schilderde, aquarelleerde en tekende naast portretten ook bloemstillevens en landschappen. Haar schilderstijl wordt omschreven als naturalistisch en impressionistisch-realistisch. De schilderes was lid van Punt '62 en Rhynouwe.
Julia Beelaerts van Blokland bleef ongehuwd. Na het overlijden van haar vader erfde ze de villa Vreeberg in Oosterbeek, waar ze tot haar overlijden woonde. Ze overleed in 2006 op 83-jarige leeftijd en werd begraven in Oosterbeek.